# Carlos Ordóñez
Carlos Alberto Ordóñez Esterilla (Tumaco, 16 giugno 2002) è un calciatore colombiano, difensore del Progreso in prestito dal Newell's Old Boys.

## Caratteristiche tecniche
È un difensore centrale.

## Carriera
È cresciuto nel settore giovanile dell'Envigado ed ha debuttato in prima squadra l'11 aprile 2019 nell'incontro di Copa Colombia perso 3-1 contro il Deportivo Pereira. Nel 2021 è stato promosso in pianta stabile in prima squadra ed il 19 agosto 2022 ha segnato il suo primo gol in carriera nella partita vinta 2-1 contro l'Atlético Bucaramanga.
Il 29 luglio 2023 è stato acquistato a titolo definitivo dal Newell's Old Boys, con cui ha firmato un quadriennale. Mai utilizzato in prima squadra, il 12 febbraio 2024 è passato in prestito allo Sportivo Trinidense, dove ha però trovato poca continuità. Nel gennaio del 2025, sempre in prestito, è passato al Progreso.

## Statistiche

### Presenze e reti nei club
Statistiche aggiornate al 8 marzo 2025.
| Stagione        | Squadra             | Campionato      | Campionato | Campionato | Coppe nazionali | Coppe nazionali | Coppe nazionali | Coppe continentali | Coppe continentali | Coppe continentali | Altre coppe | Altre coppe | Altre coppe | Totale | Totale | Totale |
| Stagione        | Squadra             | Comp            | Pres       | Reti       | Comp            | Pres            | Reti            | Comp               | Pres               | Reti               | Comp        | Pres        | Reti        | Pres   | Reti   |        |
| --------------- | ------------------- | --------------- | ---------- | ---------- | --------------- | --------------- | --------------- | ------------------ | ------------------ | ------------------ | ----------- | ----------- | ----------- | ------ | ------ | ------ |
| 2019            | Envigado            | A               | 0          | 0          | CC              | 1               | 0               | -                  | -                  | -                  | -           | -           | -           | 1      | 0      |        |
| 2021            | Envigado            | A               | 9          | 0          | CC              | 0               | 0               | -                  | -                  | -                  | -           | -           | -           | 9      | 0      |        |
| 2022            | Envigado            | A               | 22         | 2          | CC              | 2               | 0               | -                  | -                  | -                  | -           | -           | -           | 24     | 2      |        |
| 2023            | Envigado            | A               | 9          | 0          | CC              | 2               | 0               | -                  | -                  | -                  | -           | -           | -           | 11     | 0      |        |
| Totale Envigado | Totale Envigado     | Totale Envigado | 40         | 2          |                 | 5               | 0               |                    | 0                  | 0                  |             | -           | -           | 45     | 2      |        |
| 2023            | Newell's Old Boys   | PD              | 0          | 0          | CA+CdL          | 0               | 0               | -                  | -                  | -                  | -           | -           | -           | 0      | 0      |        |
| 2024            | Newell's Old Boys   | PD              | 0          | 0          | CA+CdL          | 0               | 0               | -                  | -                  | -                  | -           | -           | -           | 0      | 0      |        |
| 2024            | Sportivo Trinidense | PD              | 3          | 0          | CP              | 1               | 0               | CL+CS              | 0                  | 0                  | -           | -           | -           | 4      | 0      |        |
| 2025            | Progreso            | PD              | 2          | 0          | CU              | 0               | 0               | CS                 | 0                  | 0                  | -           | -           | -           | 2      | 0      |        |
| Totale carriera | Totale carriera     | Totale carriera | 45         | 2          |                 | 6               | 0               |                    | 0                  | 0                  |             | -           | -           | 51     | 2      |        |